# Kniha roku Lidových novin 2021
Kniha roku Lidových novin 2021 je 31. ročník od obnovení ankety Lidových novin o nejzajímavější knihu roku. Do ankety jsou také započítány hlasy pro knihy vydané koncem roku 2020. Lidové noviny oslovily kolem 400 respondentů, hlasovalo jich 179. Uzávěrka byla 5. prosince 2021, výsledky vyšly ve speciální příloze novin v sobotu 11. prosince 2021.
V anketě zvítězil román Milana Kundery Nevědění, který v překladu Anny Kareninové vydalo nakladatelství Atlantis. Kniha Martina Hilského Shakespearova Anglie získala 5 hlasů, ale další 4 hlasy získala již v minulé anketě.

## Výsledky
1. Milan Kundera: Nevědění – 19 hlasů
2. Karin Lednická: Šikmý kostel 2 – 8 hlasů
3.–4. Pavla Horáková: Srdce Evropy – 7 hlasů
3.–4. Jaroslav Rudiš: Winterbergova poslední cesta – 7 hlasů
5.–6. Jiří Peňás: Výpravy pro den i noc: Třetí kniha cest po vlastních krajinách – 6 hlasů
5.–6. Miroslav Bárta: Sedm zákonů: Jak se civilizace rodí, rostou a upadají – 6 hlasů
7.–13. Laurent Binet: Civilizace – 5 hlasů
7.–13. Pavel Klusák: Gott: Československý příběh – 5 hlasů
7.–13. Jiří Padevět: Kronika protektorátu – 5 hlasů
7.–13. Alena Mornštajnová: Listopád – 5 hlasů
7.–13. Woody Allen: Mimochodem – 5 hlasů
7.–13. Martin Hilský: Shakespearova Anglie: Portrét doby – 5 hlasů
7.–13. Douglas Murray: Šílenství davů – 5 hlasů